# Sujeto verbo objeto
Sujeto verbo objeto, normalmente expresado con su abreviatura SVO es un término que se utiliza en tipología lingüística para designar un tipo determinado de lengua teniendo en cuenta su secuencia sintáctica no marcada o neutra. Es el segundo orden más frecuente entre los órdenes posibles de sujeto, verbo y objeto (el 42% de las lenguas es SVO, frente al 45% que es SOV) y es especialmente común en lenguas criollas y en pidgins, que son idiomas mezclados o simplificados por una comunidad. Este tipo es el de la mayoría de las lenguas occidentales europeas y de un buen número de lenguas orientales. El chino mandarín, el español y el inglés, tres de los idiomas más hablados del mundo, presentan dicho tipo de orden gramatical.
Algunas lenguas que corresponden a esta tipología son el inglés, el italiano, el alemán en oraciones simples, el ruso, el francés, el español, el portugués, el suajili, el indonesio y el chino.

## Descripción
Un ejemplo de frase de orden no marcado en español: «Los niños comieron manzanas». Una manera de determinar cuál es el orden no marcado en un idioma es analizar la respuesta a una pregunta sin apenas contexto previo y sin ninguna presuposición sobre cuál es el sujeto ni el objeto ni el verbo. Ejemplo en español: una persona está en una habitación y oye ruidos en otra parte de la casa; va allí y pregunta «¿Qué ocurre?». La respuesta puede ser «Los niños se pasan la pelota» (SVO); en este ejemplo concreto otros órdenes, como «Se pasan la pelota los niños», etc. serían menos naturales, aunque en otros contextos sí podrían aparecer.
A continuación, las otras permutaciones posibles en orden de más comunes a menos:
- Sujeto objeto verbo (por ejemplo, japonés, coreano, persa, latín, lenguas quechuas, oraciones subordinadas del alemán)
- Verbo sujeto objeto (por ejemplo, galés, mixteco, tagalo, irlandés y árabe clásico)
- Verbo objeto sujeto (por ejemplo, fiyiano, paez, javanés y malgache)
- Objeto sujeto verbo (por ejemplo, xavante, urarina)
- Objeto verbo sujeto (por ejemplo, guarijío)